# Heribert Germeshausen
Heribert Germeshausen (* 15. Februar 1971 in Bad Kreuznach) ist ein deutscher Dramaturg und seit 2018 Opernintendant von Dortmund.

## Leben
Nach Ablegung des Abiturs 1990 am Gymnasium an der Stadtmauer in Bad Kreuznach studierte Germeshausen Jura an der Universität Passau, der Universität Heidelberg und der Universität Lausanne. Darüber hinaus schloss er ein Studium der Betriebswirtschaftslehre an der European Business School in Oestrich-Winkel ab und erwarb den Master of Business Administration an der KATZ Graduate School of Business in Pittsburgh.
Ab 2004 schlug er die Theaterlaufbahn ein und wirkte zunächst als Dramaturg am Theater Koblenz und bei den Salzburger Festspielen während der Intendanz von Peter Ruzicka. Ab 2008 wirkte er an der Oper Bonn, ab 2009 wechselte er nach Dessau an das Anhaltische Theater als Operndirektor und Leitender Musikdramaturg.
2011 bis 2017 war er Operndirektor am Theater und Orchester Heidelberg sowie Künstlerischer Leiter des Barockfestivals „Winter in Schwetzingen“. 2014 wurde die Opernsparte des Heidelberger Theaters mit dem Preis der Deutschen Theater- und Medienverlage für den „innovativsten und spannendsten Spielplan der Saison 2014/15“ ausgezeichnet.
Viermal wurden Sänger und Produktionen der von ihm geleiteten Opernsparten für den Deutschen Theaterpreis Der Faust nominiert: 2018, 2016, 2013 (Heidelberg) und 2010 (Dessau). Zweimal führten die Nennungen der von ihm geleiteten Opernsparten zum 1. Platz in der Rubrik „Ungewöhnlich überzeugende Theaterarbeit abseits großer Theaterzentren“ der Fachzeitschrift Die Deutsche Bühne: 2010 (Anhaltisches Theater Dessau) und 2013 (Theater und Orchester Heidelberg; geteilter 1. Platz mit dem Theater Freiburg).

### Intendanz Oper Dortmund
Heribert Germeshausen stellte seine Intendanz an der Oper Dortmund unter den Arbeitstitel „Ruhr-Oper 21“: die Entwicklung eines Prototyps der Institution Oper für die diverse Stadtgesellschaft des 21. Jahrhunderts. So gründete er mit We DO Opera! Deutschlands erste Bürgeroper mit einem eigenen Composer in Residence. Seit 2019/20 verfügt die Oper Dortmund als erstes Opernhaus in NRW und als zweites in Deutschland über ein eigenes, spezifisches Ensemble für die Junge Oper. Über biennale Outreach-Festivals werden die Aktivitäten der Jungen Oper und der Bürger:innenOper durch weitere partizipative Formate ergänzt.
Die Kooperation Junge-Opern-Rhein-Ruhr, eine Kooperation der Oper Dortmund mit der Deutschen Oper am Rhein und Theater Bonn, wurde 2020 von der Fachzeitschrift Oper! als bestes Education Programm 2020 ausgezeichnet.
Eine weitere konzeptionelle Säule seiner Dortmunder Intendanz ist der seit 2020 jeweils in Wagners Geburtsmonat Mai veranstaltete Wagner Kosmos, in der Richard Wagners Œuvre systematisch in Bezug zu Werken seiner Vorläufer, Zeitgenossen und Antipoden gesetzt wird. 
Heribert Germeshausens erste Dortmunder Spielzeit fand bei Publikum und Presse großen Anklang. In der Spielzeit 2018/19 erzielte die Oper Dortmund das beste wirtschaftliche Ergebnis des letzten Jahrzehnts, die höchsten Einnahmen und die höchste Anzahl an verkauften Eintrittskarten. Bis zum 13. März 2020 konnte dieses Ergebnis bei gleichzeitig bedeutenden künstlerischen Erfolgen weiter gesteigert werden.
2022 erzielte die Oper Dortmund in der Jahresumfrage der Fachzeitschrift Opernwelt für die Spielzeit 2021/22 die zweitmeisten Stimmen in der Kategorie „Opernhaus des Jahres“ und einen ersten Platz in der Kategorie „Wiederentdeckung des Jahres“ für die Deutsche Erstaufführung von Frédégonde (Camille Saint-Saëns und Ernest Guiraud). Frédégonde war 2022 auch bei den International Opera Awards in als „beste Wiederentdeckung“ nominiert. 2023 zeichnete das Fachmagazin Oper! die Oper Dortmund mit dem Oper! Award 2023 als „bestes Opernhaus“ aus.“
Heribert Germeshausen ist regelmäßig Jury-Mitglied bei wichtigen Wettbewerben (u. a. dem Internationalen Hans Gabor Belvedere Gesangswettbewerb, RING AWARD, Gesangswettbewerb für Barockoper Pietro Antonio Cesti der Innsbrucker Festwochen der Alten Musik).